# Vioolconcert nr. 1 (Sjostakovitsj)
Dmitri Sjostakovitsj voltooide zijn Concerto nr. 1 voor viool en orkest in a mineur opus 77 op 24 maart 1948. Het werk is geschreven met de meesterviolist David Oistrakh (tevens vriend van de componist) in gedachten.

## Geschiedenis
Sjostakovitsj schreef het werk grotendeels in 1947 en 1948. Hij werkte nog aan het stuk tijdens de Zjdanovdoctrine en de volgende periode waarin zijn werken publiekelijk werden afgekeurd door de Sovjetautoriteiten, waardoor het werk aanvankelijk niet kon worden uitgevoerd. In de periode tussen het schrijven van de aanvankelijke versie tot de eerste uitvoering op 29 oktober 1955, reviseerde Sjostakovitsj het werk tezamen met zijn vriend David Oistrakh, vandaar dat het uiteindelijke opus 99 meekreeg. De première werd uitgevoerd door het Leningrad Philharmonisch Orkest gedirigeerd door Jevgeni Mravinski met als solist natuurlijk Oistrakh. Het vioolconcert werd goed ontvangen, waar Oistrakh het vioolconcert prees voor de "diepte van de artistieke inhoud" en de vioolsolo omschreef als een "pittige Shakespeariaanse rol". Tijdens de revisie kreeg het vioolconcert invloeden mee van wat uiteindelijk de tiende symfonie van de Rus zou worden.

## Muziek
Het vioolconcert heeft een lengte van ongeveer 35 minuten en bestaat uit vier delen met een cadenza die het derde en vierde deel verbindt:
1. Nocturne (moderato)
2. Scherzo (Allegro)
3. Passacaglia (Andante)
Cadenza: De bekendste cadenza's voor Sjostakovitsj eerste vioolconcert zijn die van Leonid Kogan en de cadenza van David Oistrakh.
4. Burleske (allegro con brio).

Het eerste deel Nocturne geeft de donkere nacht weer, de dageraad lijkt te komen met 8 arpeggio's getokkeld door de harp en lange lijnen in de celli en contrabassen. Ook de celeste geeft een mysterieuze klank mee. Het zal dan 8 uur zijn. De viool speelt hier niet zozeer als solo-instrument, maar een tekstloze klagende zang met lange melodielijnen, de klank is met a mineur droevig. Deel twee is een bits scherzo met af en toe vaudevilleachtige klanken; van vrijheid is echter geen sprake; het geheel zit in een strak keurslijf. De componist paste deze techniek ook toe in zijn 10e symfonie. In dat deel zit ook een verre verwijzing naar zijn muzikale handtekening DSCH. Het derde deel staat wederom in schril contrast met het tweede; wederom een lange melodielijn waarbij de orkestbegeleiding langzaam vermindert, zodat de solist(e) alleen overblijft om zijn/haar cadens te spelen. In deze cadens zit tevens de muzikale handtekening en een teruggrijpen op eerdere delen verwerkt. Deze cadens voert terug naar de oorspronkelijke toonsoort van het werk en het vierde deel, dat nauw verbonden is aan het tweede deel.

## Orkestratie
- soloviolist
- Piccolo, 3 fluiten, 3 hobo's, cor anglais, 3 klarinetten, 2 fagotten
- 4 hoorns, tuba
- pauken, gong, xylofoon
- celesta, 2 harpen
- violen, altviolen, celli, contrabas

Oistrakh karakteriseerde de Nocturne als een "onderdrukking van gevoelens" en het Scherzo als "demonisch"; hij vond het werk niet lekker “in de hand liggen”. Boris Scharz, roemde de Passacaglia voor zijn "elegante en innige grandeur", terwijl de Burleske een "kan-mij-het-schelen-effect" had. Het begin van de Passacaglia is ook gekend door de duidelijke link met het "invasiethema" of "Stalinthema" uit zijn Zevende Symfonie en het leidmotief uit Beethovens Vijfde Symfonie.

## Discografie
Er zijn talloze opnamen van dit werk verkrijgbaar, waaronder nog een opname van Oistrakh zelf.
Simone Lamsma speelde dit werk in een televisie-uitzending onder leiding van Jaap van Zweden en het Radio Filharmonisch Orkest. In 2011 had ze het werk weer “op de lessenaar” staan met het Orchestre de la Suisse Romande o.l.v. Marek Janowski.